# Astrogymnotes oharai
Astrogymnotes oharai is een slangster uit de familie Ophiomyxidae.
De wetenschappelijke naam van de soort werd in 2011 gepubliceerd door Sabine Stöhr.